# Zeiner Alajos
Zeiner Alajos (Nagyszeben, 1893 – 1974) adventista lelkész, 1932–35 között a magyarországi egyház elnöke (unióelnök).

## Élete
Adventista családban felnőve már 1910-ben könyvevangélista szolgálatot vállalt, mielőtt J. F. Huenergardt megkeresztelte.
Tanulmányainak befejezése után lelkésznek készült. 1915-ben segédlelkész lett, majd 1920-ban szentelték fel lelkipásztornak.
1925–1932 között egyházterületi vezető volt, majd 1932-ben a magyarországi egyház (Magyar Unió) elnökévé választották. Az 1930-as években A Boldog Élet folyóirat társszerzője.
Vezetői és hitéleti kudarcai miatt 1935-ben leváltották posztjáról, utána még a felekezetből is kiszakadt.
Később az Egyesült Államokban találjuk, ahol helyreállította tagságát újrakeresztelés révén. Életének végén a Los Angeles melletti Glendale magyar gyülekezetének lelkésze volt. 1974-ben hunyt el.

## Művei
- Egy csodálatos jövendölés; Vallásos Iratok Nemzetközi Kiadóhivatala, Bp., 1933
- A csodálatos próféta. Jelenések könyvének magyarázata. A megdicsőült Emberfia; Advent, Bp., 1935[5]